# フローラ (小惑星)
フローラ (8 Flora) は、火星と木星の間の小惑星帯にある大型の小惑星である。

## 特徴
フローラは1847年10月18日に、イギリスの天文学者ジョン・ハインドによって発見された。これ以前にも7個の小惑星（ケレスは2006年以降準惑星）が発見されており、フローラは同年8月13日に同じくハインドが発見したイリスに続く、8例目の小惑星の発見となった。
フローラという名称はイギリスの天文学者ジョン・ハーシェルが提案したものであり、ローマ神話に登場する花と春と豊穣を司る女神フローラにちなんで名づけられた。
フローラはフローラ族に属する小惑星であり、フローラ族の中では最も巨大な小惑星の1つである。ニッケルや鉄を含んだ珪酸塩岩によって構成されており、明るい表面をしている。
2005年1月に三重県で掩蔽が観測された。